# Slot 1
Lo Slot 1 è un connettore atto al collegamento del processore alla scheda madre, diffuso nella seconda metà degli anni '90. Era considerato impropriamente un socket, in quanto dedicato a ospitare i processori Intel Pentium II, Celeron e alcuni Pentium III. In realtà con questo termine ci si riferisce alle specifiche elettriche e meccaniche del connettore utilizzato per collegare i core di tali CPU alle schede madri.

## Caratteristiche
Il suo design partiva da quello classico dei normali socket utilizzati anche per i Pentium ma in questo caso il processore veniva montato su un Single Edge Connector Cartridge (SECC), simile nell'aspetto ad una scheda PCI con 242 contatti, necessario in quanto tale processore prevedeva una cache L2 non integrata nel core ma saldata sulla SECC funzionante ad un clock pari alla metà di quello del processore. Lo Slot 1 permise anche frequenze di bus più alte rispetto a quelle precedentemente usate partendo da 66 MHz per poi passare a 100 MHz ed infine a 133 MHz. Ne vennero progettate anche delle varianti: Slot 2 per gli Xeon, Slot 3 e Slot M per gli Itanium.
Nello stesso periodo anche AMD aveva pensato ad una soluzione a slot per i primi Athlon Classic con il suo Slot A, apparentemente uno Slot 1 "girato" di 180° ma elettricamente e meccanicamente incompatibile con le motherboard sviluppate per Intel.
Venne sostituito dal Socket 370, anche se alcuni modelli della generazione successiva di Pentium III (Coppermine) furono prodotti anche per lo slot 1. Sono uscite anche numerose daughterboard per poter utilizzare i processori Socket 370 su molte schede madri con il solo Slot 1. Alcune schede madri erano provviste di entrambi gli innesti, anche se consentivano di montare una sola CPU alla volta.

## Chipset

### Intel 440FX[2]
- Introduzione: 6 maggio, 1996
- FSB: 66 MHz
- Memorie supportate: EDO-DRAM
- Processori supportati:
  - Pentium Pro
  - Pentium II (solo modelli con a FSB 66 MHz)
  - Celeron (Covington, Mendocino)

Questo chipset è stato il primo a supportare lo Slot 1 e veniva utilizzato anche da alcune schede madri Socket 8. Non supportava né l'AGP, né la SDRAM.

### Intel 440LX[3]
- Introduzione: 27 agosto, 1997

Evoluzione del precedente, supportava anche AGP e SDRAM.

### Intel 440BX[4]
- Introduzione: aprile, 1998
- FSB: 66 e 100 MHz (133 MHz non ufficialmente)
- Memorie supportate SDRAM PC66 e PC100 (PC133 non ufficialmente)
  - Pentium II
  - Pentium III (dipende dalla scheda madre)
  - Celeron (Covington, Mendocino; con alcune schede madri anche coppermine)

Rispetto ai chipset precedenti, supportava anche tutti i processori slot 1 con bus a 100 MHz. Alcune schede madri con questo chipset supportavano anche la frequenza di 133 MHz, nonostante il chipset non la supportasse ufficialmente.

### Via Apollo Pro 133A
- Introduzione: 2000
- FSB: 66, 100, 133 MHz
- Processori supportati: tutti su Slot 1

Supportava ufficialmente anche la frequenza di 133 MHz, sia come FSB che per le memorie adatte